# Blood & Vomit
Blood & Vomit è l'album di debutto del progetto musicale black metal norvegese Nattefrost, pubblicato nel 2004 su etichetta Season of Mist.

## Tracce
Musiche di Nattefrost.
1. Ancient Devil Worshipping – 4:00
2. Sluts of Hell – 3:07
3. Satanic Victory – 1:02
4. Universal Funeral – 2:41
5. The Act of Spiritual Purification – 5:56
6. Sanctum 666 – 4:10
7. Whore (Filthy Whore) – 4:47
8. Mass Destruction – 3:03
9. Nattefrost Takes a Piss – 0:26
10. The Gate of Nanna[1] – 4:42
11. Still Reaching for Hell – 6:01

## Formazione
- Roger Nattefrost - Tutti gli strumenti